# 비예나

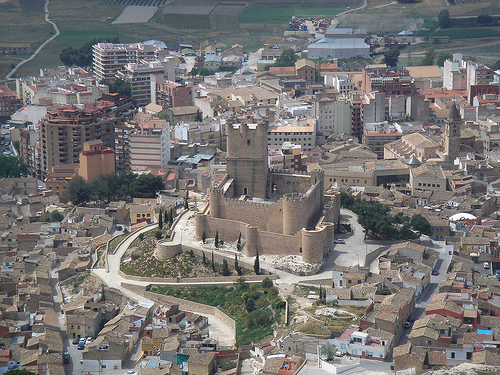
비예나의 모습

비예나(스페인어: Villena)는 스페인 발렌시아 지방 알리칸테주의 도시이다.
역사적인 도시로, 도시에는 비예나 고고학 박물관 같은 중요한 유적지가 많다. 비예나 고고학 박물관은 두 개의 성, 여러 교회, 궁전, 광장, 여러 박물관이 있다.